# Zespół Lutembachera
Zespół Lutembachera (ang. Lutembacher's syndrome) – skojarzenie ubytku przegrody międzyprzedsionkowej (ASD) ze zwężeniem zastawki mitralnej. Nazwa zespołu upamiętnia francuskiego lekarza René Lutembachera, który opisał ją po raz pierwszy w 1916 roku.